# Cantó de Saint-Just-Saint-Rambert
El cantó de Saint-Just-Saint-Rambert és un cantó francès del departament del Loira, situat al districte de Montbrison. Té 12 municipis i el cap és Saint-Just-Saint-Rambert.

## Municipis
- Boisset-lès-Montrond
- Bonson
- Chambles
- Craintilleux
- Périgneux
- Saint-Cyprien
- Saint-Just-Saint-Rambert
- Saint-Marcellin-en-Forez
- Saint-Romain-le-Puy
- Sury-le-Comtal
- Unias
- Veauchette

## Història
| Data d'elecció                           | Identitat       | Partit        | Qualitat |
| ---------------------------------------- | --------------- | ------------- | -------- |
| 1945-1951                                | M. Bory         | PCF           |          |
| 1951-1982                                | Louis Martin    | CNI           |          |
| 1982-2001                                | Jean Alligier   | RPR           |          |
| 2001-                                    | Alain Laurendon | Divers droite |          |
| les dades anteriors no són pas conegudes |                 |               |          |
|                                          |                 |               |          |

## Demografia
| A partir de 1990: Població sense dobles comptes |